# ケブラジン酸
ケブラジン酸(Chebulagic acid)は、ベンゾピラン系タンニンの1つで、抗酸化物質として多くの用途がある。
免疫抑制、肝臓保護、またヒトの消化酵素として働くα-グルコシダーゼに対する強力な阻害作用を持つ。また、黄色ブドウ球菌やカンジダ・アルビカンスに対して活性を持つことが示されている。
モモタマナ属のミロバラン、ビンガス、モモタマナ等の植物に見られる。
グルタチオンが仲介する変換により、ゲラニインから合成される。